# 배트맨 4: 배트맨과 로빈
《배트맨 4 - 배트맨과 로빈》(영어: Batman & Robin)은 1997년 개봉한 배트맨 영화 시리즈의 네번째 영화이다.

## 줄거리
배트맨과 그의 파트너 로빈은 일련의 다이아몬드 강도 사건을 남긴 새로운 적 프리즈 씨를 만난다. 자연사 박물관에서 대결하는 동안 프리즈는 더 큰 다이아몬드를 훔치고 도망쳐 로빈을 얼리고 배트맨이 그를 쫓을 수 없게 만든다. 나중에 배트맨과 로빈은 프리즈가 원래 불치병에 걸린 아내 노라를 치료하기를 희망하며 맥그리거 증후군 치료제를 개발하기 위해 노력하는 과학자 빅터 프라이스 박사라는 사실을 알게 된다. 실험실 사고 후 프라이스는 평균 온도에서 살 수 없게 되었고 생존을 위해 다이아몬드로 구동되는 극저온 슈트를 입어야 했다.
브라질의 웨인 엔터프라이즈 연구소에서 식물학자 패멀라 아이슬리 박사는 정신 나간 제이슨 우드루 박사 밑에서 일하고 있다. 그녀는 식물에 대한 연구를 초병약 베놈으로 바꿨다. 우드루가 공식을 사용하여 연쇄 살인범 안토니오 디에고를 거대한 베인으로 바꾸는 것을 목격한 후 그녀는 우드루의 실험을 폭로하겠다고 위협한다. 우드루는 다양한 독소 선반을 뒤집어 그녀를 죽이려고한다. 대신 아이슬리는 독소에 의해 포이즌 아이비로 변이된다. 아이비는 우드루를 죽이고 연구실을 파괴하고 베인과 함께 고덤시티로 탈출하여 웨인의 돈을 연구 지원에 사용할 계획을 세운다. 한편 알프레드 페니워스의 조카 바버라 윌슨은 깜짝 방문하고 브루스는 그녀가 학교로 돌아갈 때까지 웨인 매너에 머물도록 초대한다.
웨인 엔터프라이즈는 아이슬리에 의해 중단된 기자 회견에서 고덤 천문대를 위한 새로운 망원경을 선보이다. 그녀는 환경을 도울 수 있는 프로젝트를 제안하지만 브루스는 수백만 명의 목숨을 앗아갈 그녀의 제안을 거절한다. 배트맨과 로빈은 웨인 패밀리 다이아몬드를 사용하여 프리즈를 유인하고 웨인 엔터프라이즈 자선 행사에서 선물하기로 결정한다. 아이비는 이벤트에 참석하고 자신의 능력을 사용하여 배트맨과 로빈을 유혹하기로 결정한다. 프리즈는 파티를 무너 뜨렸지만 패배하여 아캄 아실럼에 구금되었다. 아이비는 프리즈에 관심을 갖고 그를 아캄에서 풀어준다. 딕은 바버라가 맥그레거 증후군으로 죽어가는 알프레드를 위해 돈을 모으기 위해 드래그 레이스에 참여하고 있음을 발견한다.
배트맨, 로빈, 경찰은 프리즈의 탈출에 대한 대응으로 프리즈의 은신처에 도착하여 극저온 챔버에 보존된 노라와 프리즈가 맥그레거 증후군의 초기 단계에 대한 치료법을 개발했음을 발견한다. 프리즈, 아이비, 베인은 프리즈의 다이아몬드와 노라를 되찾기 위해 몰래 도착한다. 프리즈를 원하는 아이비는 노라의 방을 뽑고 다이아몬드를 훔치고 로빈을 유혹하여 그와 배트맨 사이의 긴장을 고조시킨다. 아이비의 은신처에서 아이비는 프리즈에게 배트맨이 노라를 죽였다고 확신한다. 프리즈는 복수로 모든 인류를 얼리겠다고 맹세하고 아이비는 나중에 돌연변이 식물을 사용하여 지구를 다시 채울 계획이다. 프리즈와 베인 사령관 고덤 천문대는 새로운 망원경을 거대한 동결 광선으로 변환하고 아이비는 배트시그널을 사용하여 로빈과 접촉한다. 로빈은 혼자 아이비를 쫓으려 하지만, 배트맨은 아이비의 유혹에 넘어가지 말라고 설득한다. 바버라는 알프레드의 AI 버전이 바버라를 자신의 수트로 만들었다는 것을 보여주는 뱃케이브를 발견한다. 바버라는 수트를 입고 배트걸이 되어 배트맨과 로빈이 그녀를 제압할 수 있도록 제 시간에 아이비의 은신처에 도착한다.
프리즈는 고덤을 얼음으로 감싸기 시작하고 배트맨, 로빈, 배트걸은 그를 막기 위해 함께 고덤 천문대로 향한다. 배트맨은 전투에서 프리즈를 물리 치고 배트걸과 로빈은 베인을 무력화하고 도시를 녹인다. 프리즈는 배트맨이 노라를 죽였다고 비난하지만 아이비가 범죄를 인정하는 기록을 보여준다. 배트맨은 노라가 아직 살아 있음을 밝히고 프리즈에게 치료에 대한 대가로 맥그레거 증후군에 대한 연구를 계속할 기회를 제공한다. 프리즈는 수락하고 아캄으로 돌아와 정확한 복수를 약속하는 아이비와 같은 감방에 수감된다. 알프레드는 치료를 받고 브루스와 딕은 바버라가 범죄 퇴치에 동참하는 데 동의한다.

## 배역
- 조지 클루니 - 브루스 웨인 / 배트맨
- 아널드 슈워제네거 - 빅터 프리즈 / 미스터 프리즈
- 크리스 오도널 - 딕 그레이슨 / 로빈
- 우마 서먼 - 패멀라 아이슬리 / 포이즌 아이비
- 얼리샤 실버스톤 - 바버라 고든 / 배트걸
- 마이클 고프 - 알프레드 페니워스
- 팻 힝글 - 제임스 고든
- 엘 맥퍼슨 - 줄리 매드슨
- 존 글러버 - 제이슨 우드루 박사

## SBS 성우진 (2000년 9월 12일)
- 김환진 - 배트맨(조지 클루니)
- 이정구 - 미스터 프리즈(아널드 슈워제네거)
- 김일 - 로빈(크리스 오도널)
- 윤소라 - 포이즌 아이비(우마 서먼)
- 정미숙 - 배트걸(얼리샤 실버스톤)
- 노민 - 제임스 고든 서장(팻 힝글)
- 김윤미 - 줄리(엘 맥퍼슨)
- 김규식 - 알프레드(마이클 고프)
- 김익태 - 우드루 박사(존 글러버)
- 이진화 - 해븐(비비카 A. 폭스) / 노라(벤델라 커시봄) / 기자(엘리자베스 샌더스)
- 박영화 - 프로스티(조 사바티노) / 간수(제시 벤투라)
- 이재용 - 과학자(마이클 폴 챈)
- 문선희 - 과학자(킴벌리 스콧)
- 김영진 - 간수(랄프 묄러) / 불량배(쿨리오)